# Sudóvio
Sudóvio (também conhecido como Jatvíngio ou Jotvíngio) é uma língua extinta báltica ocidental do nordeste europeu. Muito próxima do prussiano antigo, era falada no sudoeste do rio Nemunas, na Galíndia e Jotvíngia na Prússia Oriental e sudoeste da Lituânia. Sudóvia e Galíndia eram duas das doze terras prussianas originais. Embora na realidade não fosse uma língua separada, o sudóvio/jatvíngio divergiram como um dialeto no século X e foram documentadas por escrito. Era ao mesmo tempo mais arcaica e mais influenciada pelas línguas germânicas que os outros dialetos bálticos, como exemplificado pela palavra emprestada do germânico, virdan, "palavra" -- que preserva a terminação do gênero neutro -an, ausente no lituano e no letão.
Os distritos jotvíngios meridionais da Sudóvia e Galíndia foram parcialmente conquistados pelos eslavos na região próxima à atual Białystok e Suwałki no nordeste da Polônia e Hrodna (antiga Grodno) na Bielorrússia. Alguns elementos da fala báltica ainda são mantidos no território da Bielorrússia e da Ucrânia, devido às deslocações de refugiados e prisioneiros da Prússia.